# Nodiko Tatisvili
Nodiko Tatisvili (Tbiliszi, 1986. november 5. –) grúz énekes. Ő képviselte Grúziát Sopho Gelovanival a 2013-as Eurovíziós Dalfesztiválon Malmőben, a Waterfall című dalukkal. Nodit és Sophot 2012. december 31-én választotta ki a Grúz Közszolgálati Televízió az Eurovíziós Dalfesztiválon való szereplésre. Dalukat az Eurovízió-veterán Thomas G:son és Erik Bernholm szerezte.
Nodi gyermekkorától énekel, hatévesen volt első megjelenése a Tbiliszi Koncertteremben. Ezt követően gyermekkórusban énekelt. A 2009-es Geostar (helyi tehetségkutató) című műsort megnyerte.

## Díjai
- 2005 - Palangai Nemzetközi Fesztivál 2005, Litvánia
- 2005 - The Amber Star, Litvánia
- 2007 - Nemzetközi Dalverseny "Astana 2007", Kazahsztán
- 2007 - Sanghaj-malájziai Nemzetközi Dalverseny, a legjobb férfi hang, Malajzia
- 2008 - Slaviansky Bazar, második helyezett, Fehéroroszország
- 2009 - "Golden Voices" Nemzetközi Dalverseny, harmadik helyezett, Moldova
- 2009 - Geostar, győztes, Grúzia

## Fordítás
- Ez a szócikk részben vagy egészben  a   Nodiko Tatishvili című angol Wikipédia-szócikk fordításán alapul.  Az eredeti cikk szerkesztőit annak laptörténete sorolja fel. Ez a jelzés csupán a megfogalmazás eredetét és a szerzői jogokat jelzi, nem szolgál a cikkben szereplő információk forrásmegjelöléseként.